# Darren Yapi
Darren Kissy Yapi (ur. 19 listopada 2004 w Denver) – amerykański piłkarz pochodzenia iworyjskiego występujący na pozycji napastnika, od 2022 roku zawodnik Colorado Rapids.